# Henry Temple, 2.º Visconde Palmerston
Henry Temple, 2.º Visconde Palmerston FRS (4 de dezembro de 1739 — 16 de abril de 1802) foi um nobre e político britânico.
Como um membro da Câmara dos Comuns, ele representou os distritos eleitorais de East Looe (1762-1768), de Southampton (1768-1774), de Hastings (1774-1784), de Boroughbridge (1784-1790), de Newport (1790-1796) e de Winchester (1796-1802).
Ele foi apontado a Board of Trade em 1765, servindo como Lord Commissioner of the Admiralty entre 1766 e 1777 e como Lord of the Treasury.
Seu filho, Henry Temple, 3.º Visconde Palmerston, foi o primeiro-ministro do Reino Unido durante a metade do século XIX.